# PMM-2
Das PMM-2 (russisch ПММ-2, паромно-мостовая машина-2, auf Deutsch: Brückenfähre-2) ist ein militärisches amphibisches Schwimmschnellbrücken- und Übersetzfahrzeug aus sowjetischer Produktion, das in den 1970er-Jahren entwickelt wurde. Es sollte das Vorgängersystem PMM Wolna ersetzen.

## Entwicklungsgeschichte
Mitte der 1970er-Jahre wurde ein Ersatz für die Übersetzsysteme PMM Wolna und GSP-55 sowie den Pontonpark PMP angedacht. Ursprünglich hätte dies das 1974 eingeführte Wolna-System, basierend auf einem schweren vierachsigen 8×8-Lastkraftwagen des Typs SIL-135, sein sollen. Das Radchassis erwies sich im Einsatz als problematisch, weshalb sich das sowjetische Militär wieder auf ein kettengetriebenes Fahrgestell konzentrierte. Gerade für breite Wasserhindernisse von bis zu sechs Kilometern sollte das neue System seine Vorteile ausspielen. Bereits in den 1980er-Jahren zeigt das PMM-2-System erhebliche Schwächen, gerade beim Übersetzen der zunehmend schwerer werdenden Kampfpanzer aus sowjetischer Produktion. Die Herstellung der PMM-2 und der verbesserten Version PMM-2M wurde mittlerweile eingestellt. In der Volksrepublik China wird die Schwimmschnellbrücke GZM-003 produziert, die auf der Version PMM-2M basiert.

## Fahrzeug
Die PMM-2 wurde auf Basis des kettengetriebenen Schwimmwagens PTS-2 entwickelt. Dabei handelt es sich um eine modifizierte Version des MT-T-Fahrgestells, das diverse Baugruppen des T-64-Panzers verwendet. Im Fahrzustand sind die beiden an Scharnieren befestigten Pontons auf dem Fahrzeug übereinander eingeklappt. Es können mehrere PMM-2 gekoppelt oder einzeln operieren. Der Antrieb im Wasser erfolgt mittels zweier Propeller. Jede PMM-2-Fähre verfügt über klappbare Verladerampen, sodass ein Be- und Entladen von beiden Seiten möglich ist. Beim Motor handelt es sich um einen W-46-5-Vielstoffmotor, der mit 38,88 Litern Hubraum eine Leistung von 690 PS (507,5 kW) bei 1900 Umdrehungen pro Minute erbringt. Das Führerhaus ist gegen 7,62-mm-Geschosse gepanzert und unbewaffnet.

## PMM-2M
Bei der verbesserten Version PMM-2M wurde die nominelle Tragfähigkeit der Fähre um 2,5 Tonnen angehoben, um dem steigenden Gewicht der Kampfpanzer der 1970er- und 1980er-Jahre gerecht zu werden. Die Tragfähigkeitreserve der Fähre minimierte sich dadurch um diesen Wert.
Im Rahmen des russischen Militäreinsatzes in Syrien wurde im September 2017 durch das russische Heer eine Ponton-Brücke aus PMM-2M-Fähren über den Euphrat gebaut. Die 210 Meter lange Brücke in der Nähe von Deir ez-Zor hat eine Kapazität von bis zu 8000 Fahrzeugen täglich.

## Fährbetrieb

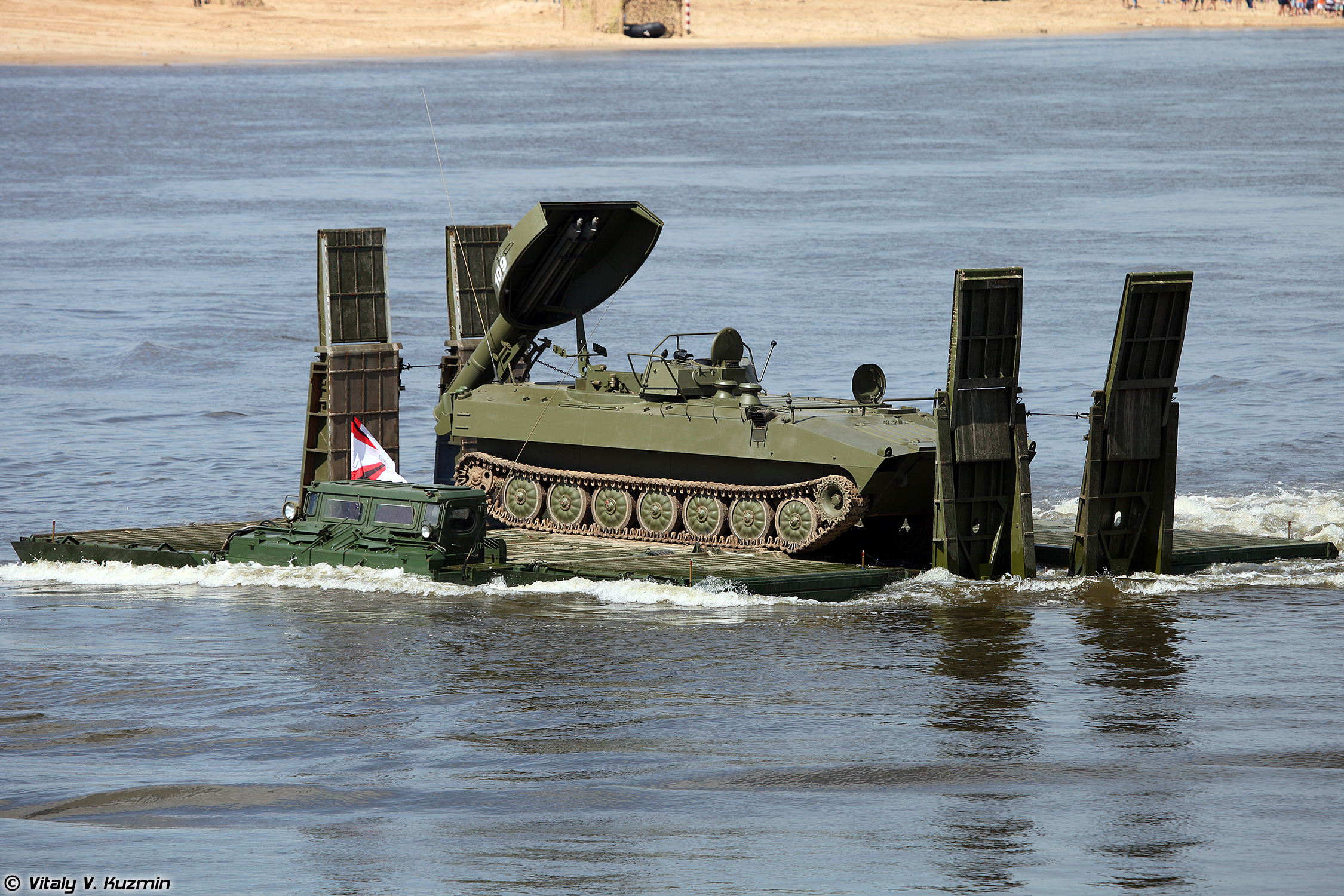
Eine PMM-2-Fähre, die ein UR-77-Minenräumfahrzeug über die Oka bei Murom transportiert

Einzelfähre
- Tragfähigkeit: 42,5 Tonnen
- Länge der Fähre: 13,35 m
- Aufbauzeit: wenige Minuten

Fähre bestehend aus zwei PMM-2
- Tragfähigkeit: 85 Tonnen
- Länge der Fähre: 20 m
- Aufbauzeit: ca. 8 Minuten

Fähre bestehend aus drei PMM-2
- Tragfähigkeit: 127,5 Tonnen
- Länge der Fähre: 30 m
- Aufbauzeit: ca. 10 Minuten